# Koninklijke KPN

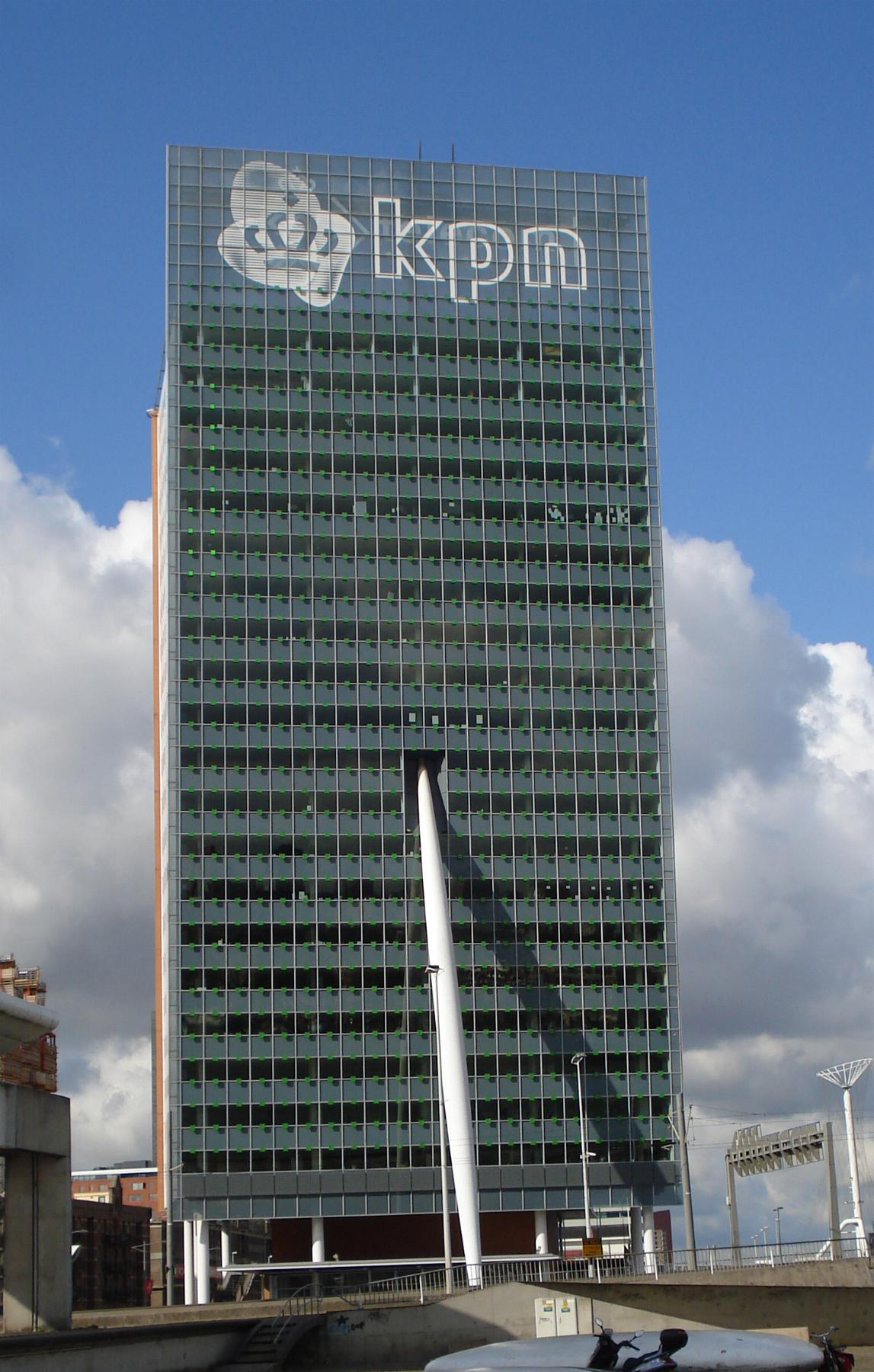
Hoofdkantoor van KPN in Rotterdam

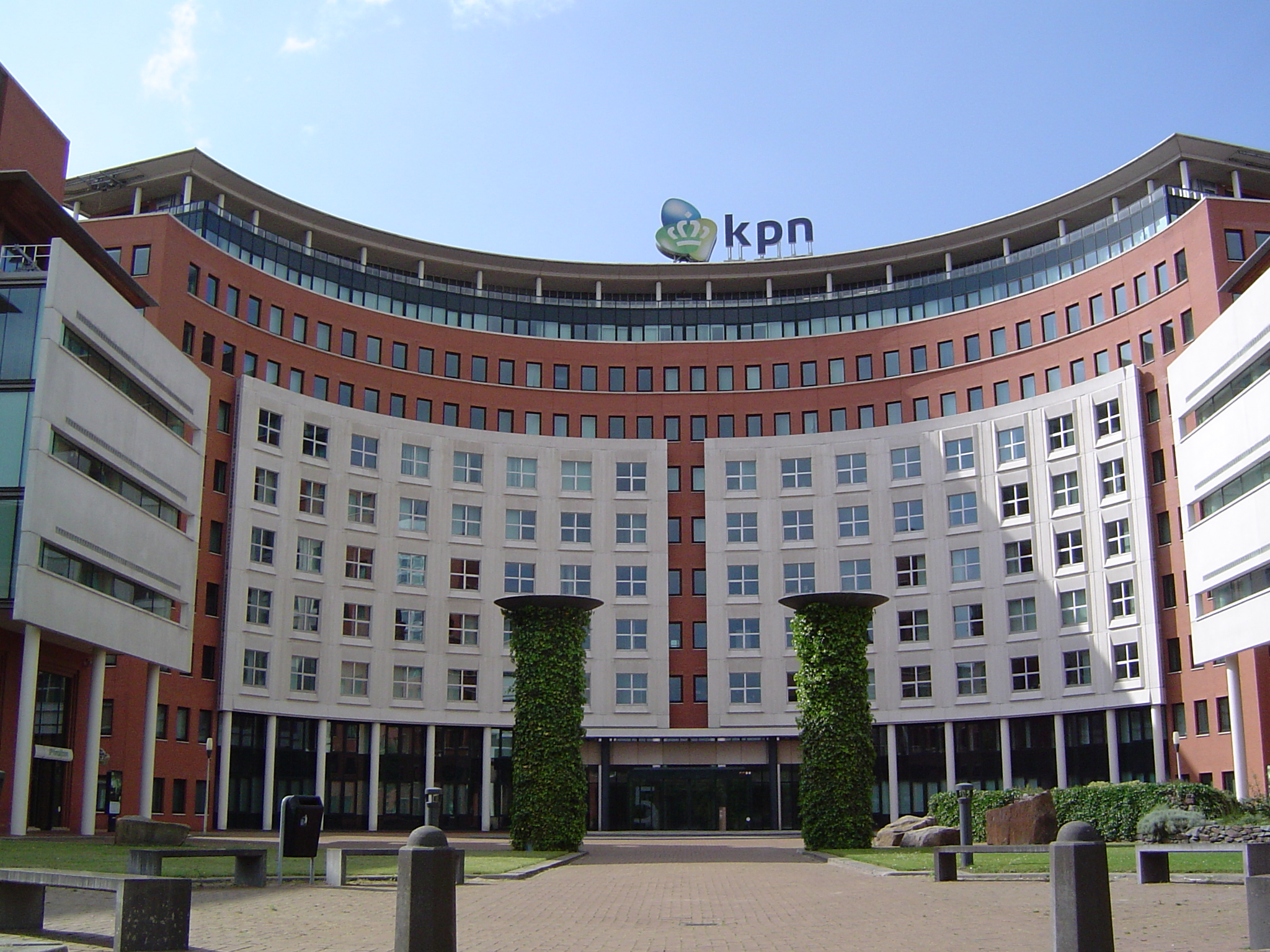
Voormalig hoofdkantoor van KPN in Den Haag

KPN (voluit Koninklijke KPN N.V.) is leverancier van telecommunicatie- en ICT-diensten en biedt consumenten vaste en mobiele telefonie, internet en televisie. Voor zakelijke klanten verzorgt KPN complete telecommunicatie- en ICT-oplossingen. KPN biedt wereldwijd wholesale-netwerkdiensten aan andere operators.
Het bedrijf heette tot 1998 Koninklijke PTT Nederland NV en daarvoor Staatsbedrijf der Posterijen, Telegrafie en Telefonie (afgekort PTT) en bevatte tot de afsplitsing van TNT Post in 1998 ook het nationale postbedrijf.

## Activiteiten

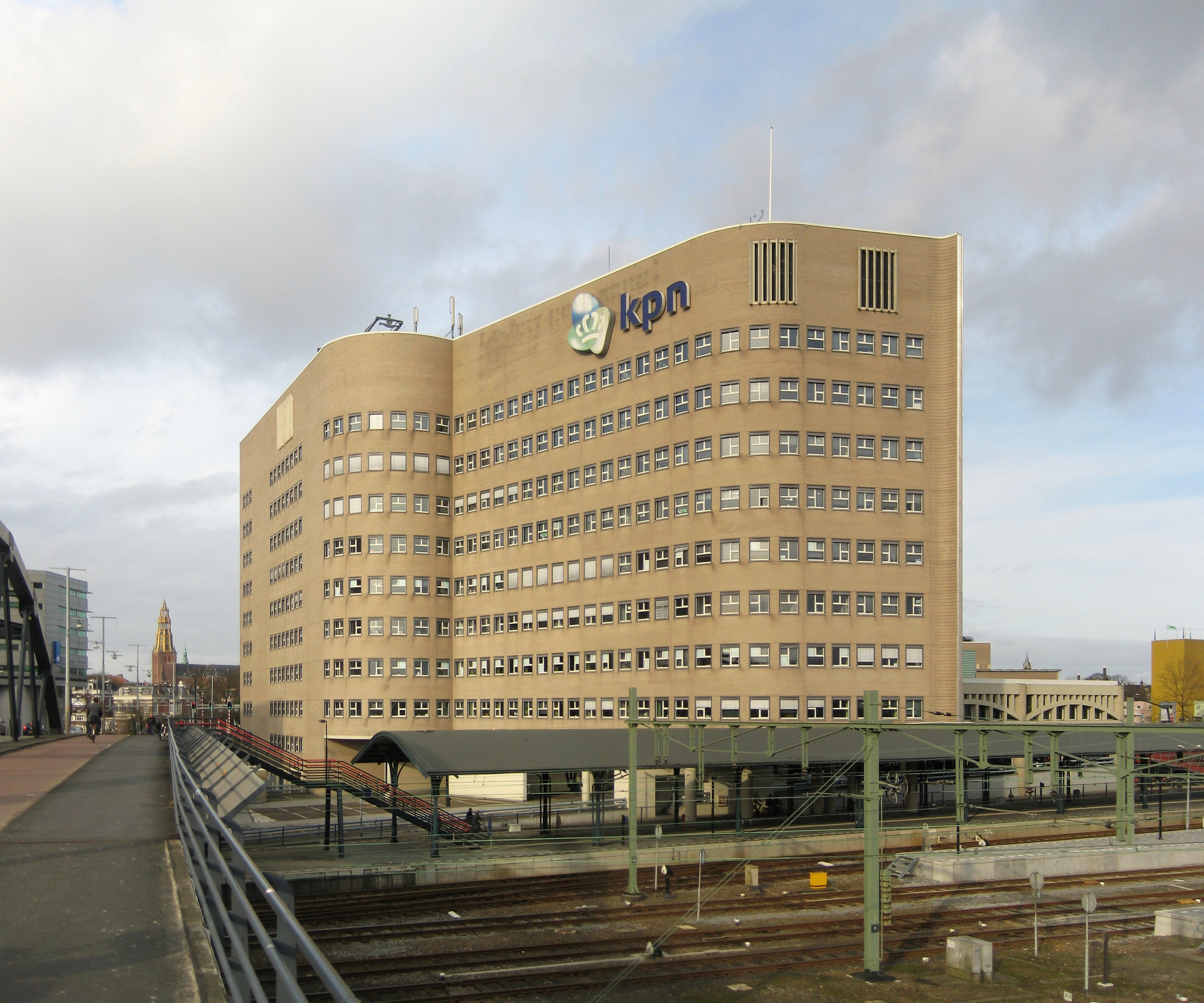
De KPN-borg, het kantoor van KPN in Groningen (2012)

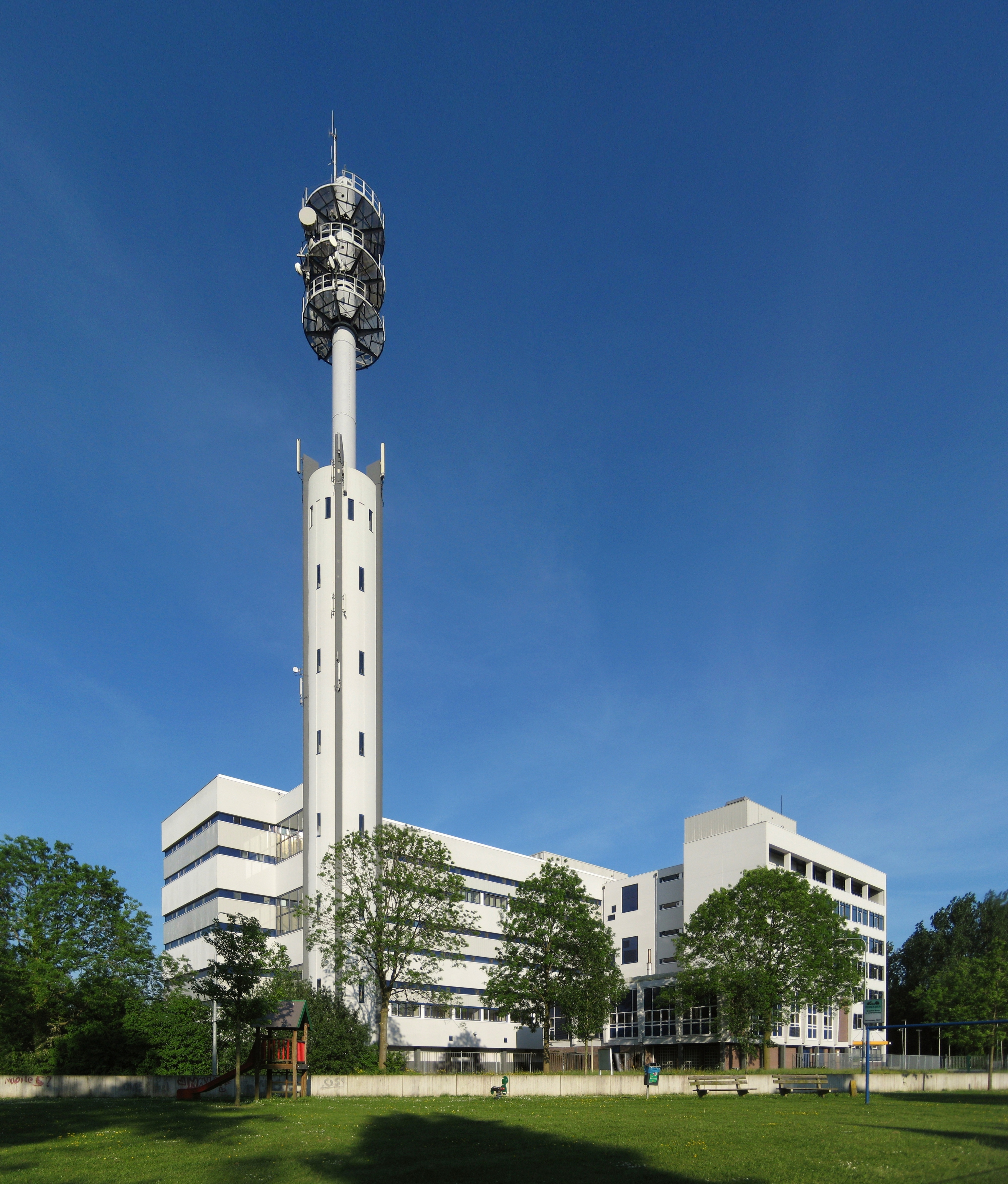
Datacentrum annex telefooncentrale van KPN in Groningen (2012)

### Telefonie
In Nederland heeft KPN sinds 2007 niet meer het monopolie op het vaste telefoonnet. Het beheert nog wel de kabels naar de huizen. Andere aanbieders van vaste telefonie en xDSL hebben het recht daar tegen een vaste maandelijkse vergoeding gebruik van te maken.
Sinds 2015 is KPN alleen nog actief op de Nederlandse telecommunicatiemarkt. Daar is het na Odido de op één na grootste aanbieder van mobiele diensten. KPN is eigenaar van het vaste telefonienetwerk en is marktleider op het gebied van mobiele telefonie (KPN Mobiel, met de merken KPN, Simyo, Ortel en voorheen met Hi en Telfort). Voor het MKB nam KPN in 2010 MVNO Yes Telecom over. Op de Europese markt van mobiele datacommunicatie is de KPN dochter KPN Managed Mobile Solutions (voormalig Sympac) werkzaam. Zij richt zich op multinationals die in meerdere landen werkzaam zijn.
Medio december 2012 kocht KPN frequentievergunningen voor de Nederlandse markt voor € 1352 miljoen. Deze vergunningen hebben een looptijd van 17 jaar en bieden KPN de mogelijkheid nieuwe diensten aan te bieden zoals de nieuwe generatie 4G LTE mobiele technologie. De 4G LTE-technologie is vanaf februari 2013 beschikbaar en landelijke dekking is gerealiseerd in 2014.
In 2018 kondigde KPN aan, het kopernetwerk voor de vaste telefonie en het internet uit te gaan schakelen op plekken waar zij al op glasvezel kan leveren. Hiermee is in 2020 een aanvang gemaakt, in begin 2023 moeten de eerste twee miljoen koper-aansluitingen uitgezet zijn. T-Mobile Nederland spande hierover een rechtszaak aan als een van de huurders van het kopernetwerk.
Medio 2020 was KPN een van de drie telecombedrijven die frequentieruimte heeft gekocht bij de zogenoemde Nederlandse Multibandveiling. Hiermee kan KPN snelle mobiele communicatie zoals 5G aanbieden. Alle drie moeten voldoen aan diverse verplichtingen. De dekkingseis vereist dat op termijn 98% van de oppervlakte van elke Nederlandse gemeente mobiele dekking moeten hebben. Verder moet worden voldaan aan een minimale mobiele internetsnelheid van gemiddeld meer dan 100 megabit per seconde. In totaal heeft de overheid € 1,23 miljard verdiend aan deze veiling, waarvan het aandeel van KPN € 416 miljoen was.

### Internet
Op internetgebied was KPN onder andere actief als eigenaar van de Internetproviders XS4ALL, Planet Internet, KPN Internet, Het Net, Freeler, Tiscali, Telfort, Slim en Speedlinq. Het bedrijf Speedlinq ging in 2007 samen met Tiscali onder de naam Telfort Internet. ADSL is een belangrijke bron van inkomsten voor KPN. XS4ALL was tot 1 maart 2020 een zelfstandig dochterbedrijf van KPN en kon tot die tijd zelf beslissen over zijn beleid. Die zelfstandigheid uitte zich in het verleden bijvoorbeeld in het aanbieden van ADSL via BBned, concurrent van moederbedrijf KPN. XS4ALL nam Demon, Cistron en HCCnet over. In augustus 2007 kondigde KPN aan overeenstemming te hebben bereikt over de overname van Tele2/Versatel België. In juli 2008 voegde KPN Planet Internet met KPN Internet samen. Ook Het Net werd eind oktober 2009 samengevoegd met KPN Internet. In december 2010 werden Slim klanten overgezet naar KPN InternetPlusBellen. Van de overgenomen internetproviders bleven XS4ALL, Telfort en KPN Internet over. In 2019 maakte KPN bekend alle diensten aan te willen bieden onder de merknaam KPN. Als gevolg daarvan is Telfort inmiddels opgeheven en zijn klanten overgezet naar KPN. XS4ALL is als zelfstandig bedrijf geïntegreerd in KPN. In 2022 is de merknaam opgeheven en zijn alle XS4ALL-klanten gemigreerd naar een KPN-verbinding.

### Televisie
KPN is een  grootaandeelhouder van Digitenne, een aanbieder van digitale televisie via de ether. Vanaf 2004 is KPN ook begonnen met het aanbieden onder eigen naam. Sinds 1 mei 2006 heeft KPN MINE geïntroduceerd, het nieuwe televisie kijken; MINE is KPN's versie van IPTV. MINE staat sinds augustus 2007 bekend als KPN iTV ("interactieve TV") en KPN wil hiermee de grootste leverancier van digitale televisie worden in Nederland. Begin 2010 brak KPN door de grens van één miljoen digitale tv abonnees.
Van mei 2008 tot 1 juni 2011 bood KPN 10 televisiezenders aan op mobiele telefoons en/of PDA's via DVB-H (onderdeel van het Digitenne netwerk). Wegens tegenvallend succes staakte KPN de dienst na drie jaar. De vrijgekomen frequenties worden nu gebruikt voor extra kanalen voor Digitenne.
Op 11 november 2015 heeft KPN televisie zijn eigen digitaal televisiekanaal gelanceerd KPN Presenteert met programma's over muziek, sport en televisieseries, exclusief voor KPN-klanten. Onder de noemer KPN Presenteert is er vanaf 22 januari 2016 wekelijks het schaatsprogramma IJstijd voor KPN-klanten, gepresenteerd door Mark Tuitert en Nadia Palesa.
KPN was in Nederland ook actief met KPN Play. Dit pakket werd geïntroduceerd op 2 november 2015 en bevatte 22 live-tv-zenders, inclusief HBO. De dienst kon met elke particuliere en zakelijke internetverbinding in Nederland gebruikt worden. Op 2 juli 2018 hield KPN Play op te bestaan.

### KPN Retail
KPN heeft een eigen winkelketen van KPN-winkels. Voor de zakelijke markt bezit het bedrijf landelijk 12 zogenoemde KPN XL winkels, waar naast ZZP'ers en MKB'ers ook de consument terecht kan. Het totale aantal locaties is om en nabij de 98 vestigingen, waardoor er sprake is van een landelijke dekking. Sinds 2020 bouwt KPN haar traditionele winkels om naar een nieuwe consumentenformule, waarbij de producten die KPN verkoopt centraal staan. In 2018 is KPN Retail ook begonnen met het onder handen nemen van de Telfortwinkels, die per 1 mei 2019 allemaal werden gesloten.
Het telecombedrijf opende zijn eerste winkel in 1970 in Amersfoort onder de naam Telefoonwinkel. Na 1985 gingen deze winkels verder onder de naam Primafoon. Later kon men er terecht voor een internetaansluiting en mobiele telefoons, veelal van het huismerk. Ook verkocht Primafoon rond de millenniumwisseling de Apple iMac, destijds vrij exclusief verkrijgbaar. In 2010 verdween deze naam na ruim 25 jaar definitief van de gevel nadat er in twee jaar een intensieve rebranding naar KPN-winkel had plaatsgevonden. Vanaf dat moment werd de focus verplaatst naar een breder assortiment en maakten de balies en vitrines plaats voor meer zelf uitproberen. Veel van de KPN-winkels zijn nog gevestigd op locaties waar eerder Primafoon zat.
Naast Primafoon kende het bedrijf lange tijd Hi-winkels, Multibrand-winkels, waarin meerdere merken van KPN waren vertegenwoordigd, zoals KPN, Telfort, XS4ALL en Hi en Business Centers. Ook was er kortstondig een speciaal merk voor jongeren: kpn576 (576 is sms-taal voor KPN). Van dit merk bestonden twee winkels, die openden en sloten in 2006. kpn576 was niet onderscheidend genoeg ten opzichte van jongerenmerk Hi en dus ging het merk, inclusief de winkels, hierin op. Ook in 2006 was er de winkelformule KPN Klick, ontstaan uit de overname van de failliete Kralketen. In de winkels van Klick wilde het bedrijf klanten de mogelijkheden van digitale film en fotografie laten zien. Uiteindelijk werd na pilots met twee locaties in Delft en Alphen aan den Rijn besloten het concept niet verder uit te rollen en de panden om te bouwen naar Primafoonlocaties. Toen Hi als merknaam verdween sloten de nog 52 resterende Hi-winkels op 1 mei 2015 hun deuren.

### ICT-dienstverlening

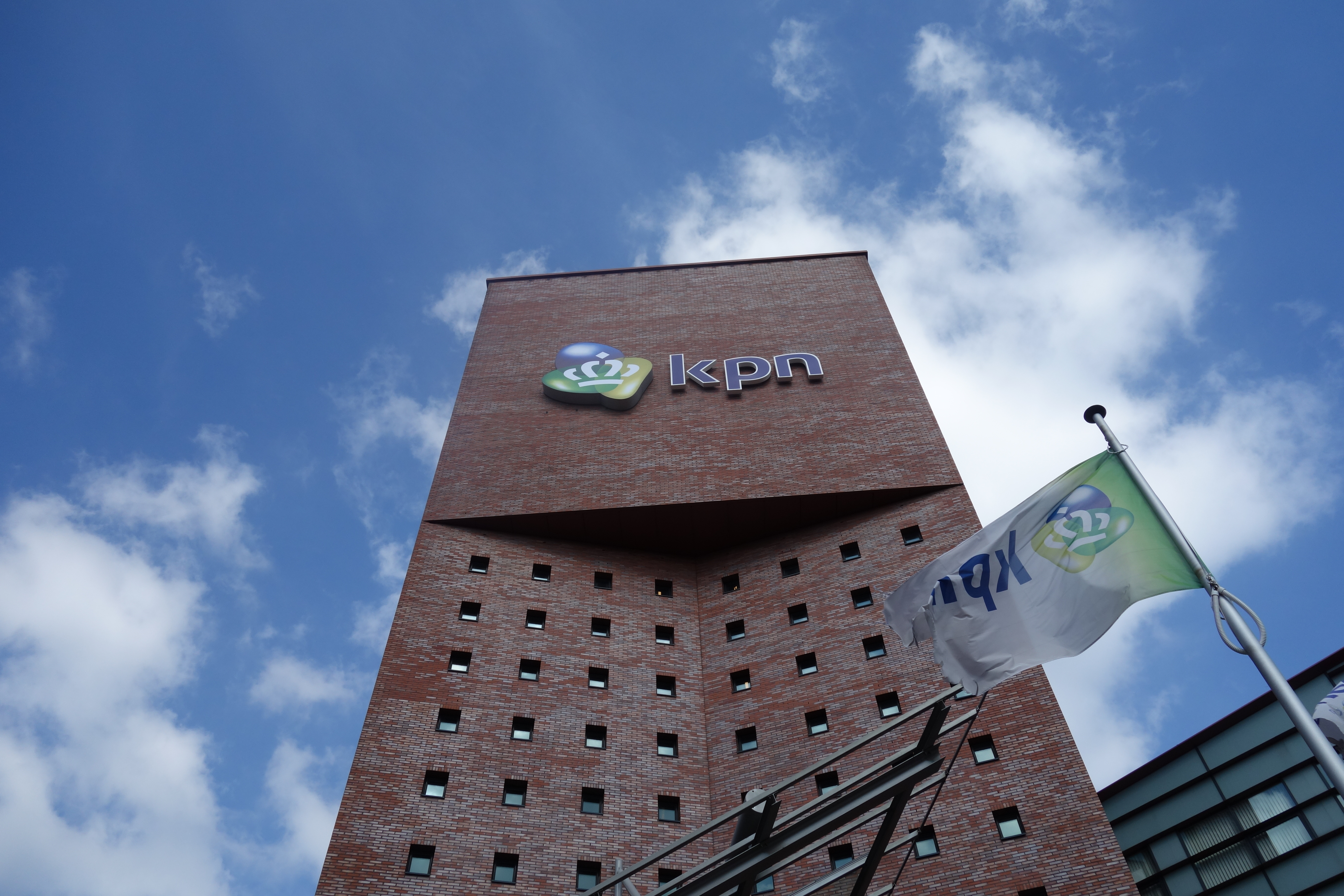
KPN-kantoor Amersfoort

Vanaf 2006 werd duidelijk dat KPN, naar aanleiding van het succes van BT, zich ook ging richten op IT- oplossingen voor de grootzakelijke markt: onder andere op het gebied van werkplekbeheer, customer relations management en callcenterdiensten. De centrale gedachte was dat de klant bij KPN niet alleen meer terecht kon voor min of meer traditionele communicatiediensten, maar voor IT-dienstverlening in de meer ruime zin van het woord. KPN nam in 2006 daartoe Newtel Essence, Nozema en CSS Telecom over. Ook ApplicationNet in Groningen werd (in 2008) eigendom van KPN.
In 2007 verwierf KPN 51% van de aandelen in de Amerikaanse wholesale carrier IBasis.
In oktober 2007 kocht KPN de internationale ICT-dienstverlener Getronics voor € 766 miljoen. Per 1 oktober 2011 was de naam Getronics in Nederland verdwenen en vervangen door KPN Corporate Market om in 2013 te worden hernoemd in KPN IT Consulting. Vanaf 2018 heet de KPN adviestak KPN ICT Consulting, met transformatiedienstverlening op het gebied van Cloud, Security, Werkplekken en Data Analytics. Getronics bleef bestaan als bedrijfsnaam buiten Nederland. De buitenlandse tak werd in 2015 deels overgenomen door het Duitse Aurelius, die in 2012 al een aandeel van 22% in Getronics International hadden. De binnenlandse tak van KPN Consulting werd in december 2019 verkocht aan het Vlaamse bedrijf Cegeka uit Hasselt, Limburg.
In 2008 werd bepaald dat ICT-dienstverlening niet meer tot de kernactiviteit van KPN behoorde. Systematisch werden deze onderdelen verkocht. In de zomer 2008 werd het onderdeel Business Application Services verkocht aan Capgemini. Eerder op het jaar werd Getronics-dochter Everest aan Total Specific Solutions verkocht. In december 2008 werd het onderdeel Business Solutions eveneens verkocht aan Total Specific Solutions. Het onderdeel Document Services is gekocht door TNT Post.
Later kwam men terug op deze beslissing en ging KPN zich opnieuw profileren als ICT-dienstverlener. Ook werden met deze visie meerdere bedrijven overgenomen op het gebied van Cloud en Security, zoals Cloud en IT-bedrijf Internedservices in 2015. Vooral in 2017 liep het storm met overnames: onder andere Divider, CAM-IT, DearBytes en QSight IT (inclusief InSpark) werden overgenomen om KPN te versterken in de ICT-markt. Dit ging in 2017 met de lancering van tv-campagnes gelanceerd gericht op de zakelijke markt.

### Bestuurders
In april 2018 werd Eelco Blok opgevolgd door Maximo Ibarra. Ibarra vertrok al weer na 18 maanden. Per eind september 2019 ging hij terug naar Italië ‘om dringende familieredenen’. In september 2019 raakte bekend dat de bestuursvoorzitter van het Belgische Proximus Dominique Leroy Ibarra zou gaan opvolgen. Enkele dagen later raakte zij in opspraak vanwege een strafrechtelijk onderzoek gestart naar mogelijke handel met voorkennis (namelijk voorkennis van haar mogelijke vertrek) bij de verkoop van een pakket aandelen Proximus. KPN maakte de opvolgende week bekend af te zien van haar benoeming. Een dag later werd Joost Farwerck aangesteld als nieuwe topman, hij was al actief als interim-bestuurder. De jurist werkt al sinds 1993 bij KPN en werd op 1 december CEO.

### Resultaten
In 2002 leed KPN een zwaar verlies mede door een afboeking van € 9 miljard op UMTS-licenties en goodwill met betrekking tot het Duitse E-Plus en BASE in België. Op de 15%-deelname in het Britse Hutchinson 3G werd voor € 1,2 miljard afgeschreven. Ten slotte had het faillissement van KPNQwest ook een negatief effect op de resultaten.
In 2012 behaalde KPN matige resultaten en de onderneming moest hoge investeringen doen in nieuwe technologie. Geld ontbrak en KPN wilde zijn vermogen met € 4 miljard versterken door aandelen en schuldpapier uit te geven en het dividend te verlagen. Door de emissie werd de schuld verlaagd en kwam er financiële ruimte om te investeren. Driekwart van dat bedrag werd gedekt met een aandelenuitgifte en de rest met leningen die deels tot het eigen vermogen mogen worden gerekend. De aandelenkoers daalde op het nieuws met 8% die dag. Grootaandeelhouder América Móvil steunde de aandelenuitgifte en kreeg in ruil daarvoor twee posities in de raad van commissarissen.
KPN heeft sinds 2003 goede financiële resultaten behaald. In 2007 werd Getronics overgenomen hetgeen leidde tot een sprong in het aantal personeelsleden en de omzet. De hoge winst van dat jaar was ook het gevolg van een goede regeling met de belastingdienst; een overeenkomst resulteerde in een belastingteruggave aan KPN wat vertaald werd in een hogere nettowinst. De daling van het aantal werknemers over deze periode is het gevolg van maatregelen om de kosten te reduceren en de verkoop van diverse activiteiten waaronder onderdelen van Getronics.
In 2013 daalde de omzet en het aantal personeelsleden fors door de deconsolidatie van het Duitse E-Plus dat in de verkoop werd gedaan. In 2014 leed KPN verlies mede door een afboeking van ongeveer € 1 miljard voor belastingen op de waarde van het belang van 20,5% in Telefónica Deutschland. Dit minderheidsbelang kreeg KPN door de verkoop van E-Plus. In februari 2016 werd een boekwinst gerealiseerd van € 369 miljoen op de verkoop van BASE. De hoge winst in 2021 was vooral een gevolg van de oprichting van de joint venture Glaspoort, dit leverde een buitengewone bate op van ruim € 0,65 miljard na belastingen.
| Jaar | Bedrijfsinkomsten (× miljoen) | Bedrijfsresultaat (× miljoen) | Nettoresultaat (× miljoen) | aantal werknemers |
| ---- | ----------------------------- | ----------------------------- | -------------------------- | ----------------- |
| 2002 | € 12.784                      | € –5581                       | € –9542                    | 34.900            |
| 2003 | € 12.907                      | € 3108                        | € 2731                     | 29.668            |
| 2004 | € 12.102                      | € 2457                        | € 1511                     | 28.056            |
| 2005 | € 11.936                      | € 2348                        | € 1437                     | 26.598            |
| 2007 | € 12.632                      | € 2500                        | € 2649                     | 43.531            |
| 2008 | € 14.602                      | € 2597                        | € 1337                     | 36.702            |
| 2009 | € 13.509                      | € 2850                        | € 2036                     | 33.148            |
| 2010 | € 13.398                      | € 3250                        | € 1793                     | 30.599            |
| 2011 | € 13.163                      | € 2549                        | € 1549                     | 30.770            |
| 2012 | € 12.708                      | € 1820                        | € 693                      | 26.156            |
| 2013 | € 8472                        | € 1026                        | € –215                     | 23.451            |
| 2014 | € 8083                        | € 1195                        | € –584                     | 26.234            |
| 2015 | € 7008                        | € 708                         | € 659                      | 14.680            |
| 2016 | € 6806                        | € 884                         | € 800                      | 14.093            |
| 2017 | € 6498                        | € 882                         | € 483                      | 13.838            |
| 2017 | € 5742                        | € 755                         | € 390                      | 13.021            |
| 2018 | € 5639                        | € 789                         | € 271                      | 12.412            |
| 2019 | € 5702                        | € 1041                        | € 626                      | 11.248            |
| 2020 | € 5303                        | € 912                         | € 561                      | 10.102            |
| 2021 | € 6122                        | € 1862                        | € 1288                     | 9699              |
| 2022 | € 5374                        | € 1214                        | € 761                      | 9452              |
| 2023 | € 5439                        | € 1342                        | € 844                      | 9724              |

## Geschiedenis
Het bedrijf is ontstaan halverwege de 19e eeuw toen de overheid nationale telegrafieverbindingen ging aanleggen en exploiteren. Ongeveer 20 jaar later werden de telegrafiediensten en de posterijen samengevoegd. Ze maakten eerst deel uit van het Ministerie van Financiën, later van het Ministerie van Waterstaat, Handel en Nijverheid.
In de jaren 80 van de 19e eeuw kwam ook de telefoon in opkomst. Oorspronkelijk waren de aanbieders van telefonie lokaal versnipperd, maar in de laatste jaren van de 19e eeuw, werd de telefonie steeds meer genationaliseerd. In 1940 kwamen de laatste lokale telefoonnetwerken in handen van de overheid.
In 1915 werd de Administratie der Posterijen en Telegrafieën omgezet in een staatsbedrijf, het Staatsbedrijf der P&T, dat in de volksmond P&T genoemd werd. In 1928 werd de naam omgezet in Staatsbedrijf der Posterijen, Telegrafie en Telefonie (PTT). Tijdens de Duitse bezetting tijdens de Tweede Wereldoorlog werd de PTT tijdelijk een (op papier) zelfstandig bedrijf; deze status werd na de oorlog weer opgeheven.
De overheid bleef de volledige controle over het bedrijf houden. In de jaren zeventig werd vanwege de spreiding van rijksdiensten het bedrijf verplicht om grote delen van het hoofdkantoor van Den Haag te verplaatsen naar Groningen.
Uiteindelijk werd de PTT op 1 januari 1989 verzelfstandigd. De naam werd omgezet in de Koninklijke PTT Nederland NV, oftewel KPN. In 1994 kreeg KPN een beursnotering op de Amsterdamse effectenbeurs. Met de beursgang was de overheid niet langer de enige aandeelhouder. Wel had de overheid begin 2005 nog steeds een gouden aandeel in KPN waarmee het een beslissende invloed had op belangrijke besluiten. In december 2005 is ook dit aandeel verkocht. Daarna bezat het Ministerie van Financiën nog 8% van de KPN-aandelen. In 2006 verkocht de staat de laatste aandelen en daarmee is de liberalisering van de Nederlandse telecommarkt compleet.
In 1992 ging KPN, samen met de postbedrijven van Canada, Frankrijk, Duitsland en Zweden, een samenwerking aan met het Australische TNT (Thomas Nationwide Transport) en creëerde ze de joint venture GD Express Worldwide. Het hoofdkantoor kwam te liggen in Amsterdam. In 1995 nam KPN datzelfde TNT over en voegde ze de PTT Post, TNT en GD Express Worldwide. Dit deed men met het oog op de toekomstige liberalisering van de postmarkt in Europa. Men was bang dat de grote postbedrijven van Frankrijk, Duitsland of Groot-Brittannië al gauw het kleinere KPN zou overschaduwen. Daarnaast wilde men KPN minder afhankelijk maken van de Telecom divisie omdat die in een zeer concurrerende markt opereerde. KPN werd een holding van twee dochtermaatschappijen, PTT Post BV en PTT Telecom BV. In 1998 werden de postactiviteiten afgesplitst tot een zelfstandig bedrijf, TNT Post Groep NV (TPG). Sindsdien is KPN alleen een telecommunicatieleverancier en is de naam gewijzigd in Koninklijke KPN NV.  KPN bestond uit twee divisies, "vaste telefonie" en "mobiele telefonie".
Onder leiding van Wim Dik expandeerde KPN in hoog tempo om de Europese ambities gestalte te geven. Zo werden er belangen gekocht in Oost-Europese landen (Pannon en Pantel in Hongarije, UMC in Oekraïne), België (Base), Duitsland (E-Plus, voor € 18,5 miljard) en Eircom (Ierland). De grote uitgaven hiervoor samen met de mega-investeringen in de UMTS-licenties, gaven KPN een schuld van tientallen miljarden euro's. In Nederland betaalde KPN in 2000 in de UMTS-Kurhausveiling 1,5 miljard gulden. In Duitsland betaalde dochter E-plus zelfs 18,5 miljard gulden voor de UMTS-licentie.
Paul Smits kreeg te maken met het uiteenspatten van de internethype. Hierdoor daalde de aandelenkoers van KPN in anderhalf jaar van meer dan € 70 naar ruim € 2 en KPN bevond zich begin 21e eeuw aan de rand van een faillissement. De opvolger van Paul Smits, Ad Scheepbouwer, slaagde er door ingrijpende bezuinigingen en een aanpassing van de strategie in KPN te laten overleven. Begin 2005 maakte Scheepbouwer bekend dat er tussen 2005 en 2009 in totaal 8000 arbeidsplaatsen zouden verdwijnen (voor een deel naar het buitenland, onder andere naar India). Op het dieptepunt van 2002 bedroeg de schuld ruim € 23 miljard, KPN bracht de schuld terug tot € 12,4 miljard. Per 6 april 2011 werd Scheepbouwer opgevolgd door Eelco Blok, die meteen een massa-ontslag aankondigde van circa 5000 medewerkers.
Sinds 2002 was E-Plus, met 15 miljoen klanten, de op twee na grootste mobiele netwerkoperator in Duitsland. Hier werden (net als in Nederland en België) ook mobiele diensten aangeboden onder de merknamen Simyo en Telfort. Dit zijn mobile virtual network operators die gebruikmaken van het netwerk van resp. KPN, E-Plus en BASE. Op 23 juli 2013 werd bekend dat alle aandelen van E-Plus overgaan van KPN naar Telefónica Deutschland. KPN ontvangt in ruil € 3,7 miljard in geld en een aandelenbelang van 24,9% in het grotere Telefónica Deutschland. KPN verkoopt direct 7,3% van de aandelen voor € 1,3 miljard aan moedermaatschappij Telefónica. Na deze transactie resteert voor KPN een belang van 17,6% in de Duitse activiteiten van Telefónica. KPN gebruikt de verkoopopbrengst om haar financiële positie te versterken. In augustus 2013 werden na onderhandelingen de condities voor KPN nog verbeterd en in september 2014 werd de transactie afgerond. KPN kreeg € 5 miljard in contanten en een belang van 20,5% in Telefónica Deutschland. De verkoop zal naar verwachting meer dan € 5 miljard aan synergievoordelen opleveren, waarvan KPN zal profiteren middels dit minderheidsbelang. In 2013 sloot KPN een overeenkomst met de Nederlandse belastingdienst over het fiscale boekverlies van € 4,8 miljard dat wordt gerealiseerd bij de verkoop van E-Plus. KPN kan dit verlies over een periode van enkele jaren met de belastbare winst in Nederland compenseren. KPN heeft zijn belang Telefónica Deutschland stapsgewijs verkocht en in juni 2019 werden de laatste aandelen afgestoten.
In België was KPN dochter BASE de derde aanbieder van mobiele telefonie. In 2014 had BASE een marktaandeel van 21% en een bijna volledig landelijke dekking. De omzet was zo'n € 0,7 miljard met 3,3 miljoen mobiele klanten in 2014. In april 2015 maakte KPN de verkoop bekend van BASE aan branchegenoot Telenet voor € 1,325 miljard. Telenet, dat geen eigen zendmasten in België heeft, kan na de overname gebruikmaken van de BASE-zendmasten en hoeft dus geen masten meer te huren van Mobistar. KPN poogde in 2012 ook al BASE te verkopen, maar dat mislukte omdat niemand bereid was de vraagprijs te betalen. Na toestemming van de toezichthouders is de transactie op 11 februari 2016 afgerond. Met deze verkoop heeft KPN geen buitenlandse telecomactiviteiten meer.
Op 10 juni 2021 werd een glasvezel joint venture opgericht, genaamd Glaspoort en gevestigd in Amsterdam. Het is een samenwerkingsverband van KPN en pensioenfonds APG om het aanbod van glasvezel uit te breiden. Glaspoort is van plan om zo'n 750.000 huishoudens en circa 225.000 bedrijven aan te sluiten op glasvezel hetgeen een investering vergt van ruim € 1 miljard de komende vijf jaar.

### Tijdlijn
|                  |                  | voorloper  | voorloper  | voorloper      | voorloper      | voorloper      | voorloper                | voorloper                | (onderdeel van) PTT      | (onderdeel van) PTT      | (onderdeel van) PTT      | (onderdeel van) PTT      | (onderdeel van) PTT      | (onderdeel van) PTT      | (onderdeel van) PTT      | (onderdeel van) PTT      | (onderdeel van) PTT      | (onderdeel van) PTT | (onderdeel van) PTT | (onderdeel van) PTT | (onderdeel van) PTT | (onderdeel van) PTT | verzelfstandigd/geprivatiseerd bedrijf | verzelfstandigd/geprivatiseerd bedrijf | verzelfstandigd/geprivatiseerd bedrijf | verzelfstandigd/geprivatiseerd bedrijf | verzelfstandigd/geprivatiseerd bedrijf | verzelfstandigd/geprivatiseerd bedrijf | verzelfstandigd/geprivatiseerd bedrijf | verzelfstandigd/geprivatiseerd bedrijf | verzelfstandigd/geprivatiseerd bedrijf | verzelfstandigd/geprivatiseerd bedrijf | verzelfstandigd/geprivatiseerd bedrijf | verzelfstandigd/geprivatiseerd bedrijf | verzelfstandigd/geprivatiseerd bedrijf | verzelfstandigd/geprivatiseerd bedrijf | verzelfstandigd/geprivatiseerd bedrijf | verzelfstandigd/geprivatiseerd bedrijf | verzelfstandigd/geprivatiseerd bedrijf | verzelfstandigd/geprivatiseerd bedrijf |
|                  |                  |            |            |                |                |                |                          |                          |                          |                          |                          |                          |                          |                          |                          |                          |                          |                     |                     |                     |                     |                     |                                        |                                        |                                        |                                        |                                        |                                        |                                        |                                        |                                        |                                        |                                        |                                        |                                        |                                        |                                        |                                        |                                        |                                        |
| Telefonie        | Telefonie        |            |            | Rijkstelegraaf | Rijkstelegraaf | Rijkstelegraaf | Rijkstelegraaf           | Rijkstelegraaf           | APT                      | APT                      | P&T                      | P&T                      | P&T                      | P&T                      | PTT                      | PTT                      | PTT                      | PTT                 | PTT                 | PTT                 | PTT                 | PTT                 | KPN (PTT Telecom, PTT Post)            | KPN (PTT Telecom, PTT Post)            | KPN (PTT Telecom, PTT Post)            | Koninklijke KPN                        | Koninklijke KPN                        | Koninklijke KPN                        | Koninklijke KPN                        | Koninklijke KPN                        | Koninklijke KPN                        | Koninklijke KPN                        | Koninklijke KPN                        | Koninklijke KPN                        | Koninklijke KPN                        | Koninklijke KPN                        | Koninklijke KPN                        | Koninklijke KPN                        | Koninklijke KPN                        | Koninklijke KPN                        |
| Koeriersdiensten | Koeriersdiensten | Posterijen | Posterijen | Posterijen     | Posterijen     | Posterijen     | Posterijen               | Posterijen               | APT                      | APT                      | P&T                      | P&T                      | P&T                      | P&T                      | PTT                      | PTT                      | PTT                      | PTT                 | PTT                 | PTT                 | PTT                 | PTT                 | KPN (PTT Telecom, PTT Post)            | KPN (PTT Telecom, PTT Post)            | KPN (PTT Telecom, PTT Post)            | TPG                                    | TPG                                    | TPG                                    | TPG                                    | TPG                                    | TPG                                    | TNT                                    | TNT                                    | TNT                                    | TNT                                    | TNT Express                            | TNT Express                            | TNT Express                            | (FedEx)                                | (FedEx)                                |
| Post(pakketten)  | Post(pakketten)  | Posterijen | Posterijen | Posterijen     | Posterijen     | Posterijen     | Posterijen               | Posterijen               | APT                      | APT                      | P&T                      | P&T                      | P&T                      | P&T                      | PTT                      | PTT                      | PTT                      | PTT                 | PTT                 | PTT                 | PTT                 | PTT                 | KPN (PTT Telecom, PTT Post)            | KPN (PTT Telecom, PTT Post)            | KPN (PTT Telecom, PTT Post)            | (PTT Post)                             | (PTT Post)                             | (PTT Post)                             | (TPG Post)                             | (TPG Post)                             | (TPG Post)                             | (TNT Post)                             | (TNT Post)                             | (TNT Post)                             | (TNT Post)                             | Koninklijke PostNL                     | Koninklijke PostNL                     | Koninklijke PostNL                     | Koninklijke PostNL                     | Koninklijke PostNL                     |
| Spaarbank        | Spaarbank        |            |            |                |                |                | Rijkspostspaarbank (RPS) | Rijkspostspaarbank (RPS) | Rijkspostspaarbank (RPS) | Rijkspostspaarbank (RPS) | Rijkspostspaarbank (RPS) | Rijkspostspaarbank (RPS) | Rijkspostspaarbank (RPS) | Rijkspostspaarbank (RPS) | Rijkspostspaarbank (RPS) | Rijkspostspaarbank (RPS) | Rijkspostspaarbank (RPS) | Postgiro /RPS       | Postgiro /RPS       | Postgiro /RPS       | Postbank            | Postbank            | Postbank                               | Postbank                               | Postbank                               | Postbank                               | Postbank                               | Postbank                               | Postbank                               | Postbank                               | Postbank                               | Postbank                               | Postbank                               | ING                                    | ING                                    | ING                                    | ING                                    | ING                                    | ING                                    | ING                                    |
| Bank             | Bank             |            |            |                |                |                |                          | PCGD (Postgiro)          | PCGD (Postgiro)          | PCGD (Postgiro)          | PCGD (Postgiro)          | PCGD (Postgiro)          |                          |                          |                          |                          |                          | Postgiro /RPS       | Postgiro /RPS       | Postgiro /RPS       | Postbank            | Postbank            | Postbank                               | Postbank                               | Postbank                               | Postbank                               | Postbank                               | Postbank                               | Postbank                               | Postbank                               | Postbank                               | Postbank                               | Postbank                               | ING                                    | ING                                    | ING                                    | ING                                    | ING                                    | ING                                    | ING                                    |
|                  |                  |            |            |                |                |                |                          |                          |                          |                          |                          |                          |                          |                          |                          |                          |                          |                     |                     |                     |                     |                     |                                        |                                        |                                        |                                        |                                        |                                        |                                        |                                        |                                        |                                        |                                        |                                        |                                        |                                        |                                        |                                        |                                        |                                        |
|                  | 1799             | 1799       | 1852       | 1852           |                | 1881           | 1881                     | 1893                     | 1893                     | 1915                     | 1915                     | 1918                     | 1918                     | 1928                     | 1928                     |                          | 1977                     | 1977                |                     | 1986                | 1986                | 1989                | 1989                                   |                                        | 1998                                   | 1998                                   |                                        | 2002                                   | 2002                                   |                                        | 2006                                   | 2006                                   | 2009                                   | 2009                                   | 2011                                   | 2011                                   |                                        | 2016                                   | 2016                                   |                                        |

### Reclame
KPN is erg actief op het gebied van televisiereclame. In de televisiecommercials van KPN hebben veel BN'ers gespeeld. Zo hebben Rijk de Gooyer en Maarten Spanjer als een duo in spotjes gespeeld. Meer recent waren spotjes te zien met o.a. Sven Kramer, Naomi van As, Johan Derksen en Willem van Hanegem. In 2007 won KPN met hun Goeiemoggelreclame de Gouden Loeki.

#### Slogans
- Ik ben KPN (1998)
- Altijd Dichtbij (1998-2006) Ruth Jacott en Joël Eweg hebben zelfs het promo lied uitgebracht.
- KPN sluit je aan (2006-2012)
- KPN doet 't gewoon (2012-2014)
- Voel je vrij (2014-2019)
- Het netwerk van Nederland (2019-heden)

## Aandeel
In 1994 kwam het KPN-aandeel op de beurs. Bij de emissie van 1994 was de koers f 49,75 (€ 22,58; in termen van de huidige coupure: € 11,29), voor particulieren was er voor een beperkt aantal aandelen een korting van f 2,50 (€ 1,13) waardoor het f 47,25 (€ 21,44; in termen van de huidige coupure KPN: € 10,72) kostte.
In 1998 werd een KPN-aandeel omgewisseld voor de nieuwe versie plus een TPG-aandeel (later: TNT, nu: PostNL). In juni 2000 werd het KPN-aandeel gesplitst in twee aandelen.
De hoogste koers was (na de splitsing in KPN en TPG, dus exclusief TPG, en omgerekend voor de huidige coupure, dus gedeeld door twee) ruim € 70 in maart 2000. De laagste koers was ongeveer € 1,38 in juni 2013.
In mei 2013 deed KPN een claimemissie om de vermogenspositie te versterken. Op één oud aandeel kreeg de aandeelhouder het recht twee nieuwe KPN aandelen te kopen tegen een koers van € 1,06. De totale emissie van 2,8 miljard nieuwe aandelen leverde KPN een bedrag op van circa € 3 miljard. Na afronding van de emissie op 17 mei staan in totaal 4,27 miljard gewone aandelen KPN uit.

### América Móvil neemt belang
Nadat in 2011 drie niet met name genoemde bedrijven interesse hadden getoond het bedrijf over te nemen, bracht op 8 mei 2012 América Móvil, het Mexicaanse telecombedrijf, eigendom van Carlos Slim, een bod uit van € 8 per aandeel KPN. Het bedrijf had reeds 4,8% van de aandelen in handen en wilde uitkomen op een belang in KPN van in totaal 28%. Als het belang boven de 30% zou uitkomen, dan zou de overnemende partij verplicht zijn een bod te doen op alle aandelen. América Móvil gaf aan de strategische plannen van KPN te steunen en van plan te zijn constructief samen te werken met het management.
Op 29 mei werd door América Móvil formeel het partiële bod gelanceerd. Op 1 juni riep het bestuur van KPN haar aandeelhouders op niet op het bod in te gaan. Het management van KPN was van mening dat de onderliggende motieven van América Móvil onduidelijk waren. Het bestuur kondigde aan de strategische opties voor E-Plus te onderzoeken om extra waarde voor de aandeelhouders te creëren. Op 20 juni moest het bestuur meedelen dat de gesprekken over een bundeling van de Duitse activiteiten niet tot het gewenste resultaten hadden geleid. Uiteindelijk kreeg, in de loop van 2012, América Móvil 27,7% van de KPN-aandelen in handen. De meeste van deze aandelen zijn op de beurs gekocht tegen een koers lager dan het bod.
Op 9 augustus 2013 maakte telecomconcern América Móvil een bod bekend op alle aandelen KPN. Het bood € 2,40 per aandeel. Het bod impliceert een totale waarde voor KPN van € 10,3 miljard, América Móvil gaat dus nog ruim € 7 miljard uitgeven om de rest van de aandelen in bezit te krijgen. Op 29 augustus 2013 heeft een stichting deze vijandige overname verijdeld door al hun preferente aandelen (bijna 50%) te verzilveren. Een dag later volgt een persconferentie. Minister Kamp kijkt de kat uit de boom en noemt het "niet onverstandig" van de stichting om een beschermingswal op te werpen.
Op 16 oktober 2013 liet América Móvil nabeurs weten het overnamebod op KPN terug te trekken. América Móvil was van mening dat het bedrag dat KPN wilde krijgen te ver van het bod af lag. In mei 2015 verkocht América Móvil voor € 3 miljard aan converteerbare obligaties. Deze obligaties zijn in te ruilen voor aandelen KPN. Het belang van América Móvil in KPN is inmiddels gedaald tot zo’n 21% en als de obligaties worden geconverteerd zal het belang verder aanzienlijk dalen. De obligaties hebben een looptijd van maximaal vijf jaar. Na vijf jaar was de koers van KPN te laag, waardoor de obligatiehouders de stukken niet hebben omgewisseld in aandelen. América Móvil bleef met de KPN aandelen zitten die een belang van 16% 
vertegenwoordigden. In januari 2021 werd bekend dat América Móvil aandelen heeft bijgekocht waarmee het belang op 20% is uitgekomen. Daarna werden in diverse transactie aandelen afgestoten en op 12 februari 2024 meldde América Móvil een belang van 2,75% in KPN.

### Interesse vanuit AT&T
Op 17 januari 2013 verspreidde de Wall Street Journal het bericht dat AT&T belangstelling zou hebben om KPN in zijn geheel over te nemen.

### Interesse vanuit EQT
In november 2020 kwam het bericht dat de Zweedse investeerder EQT het Nederlandse telecombedrijf heeft benaderd voor een overname. Beide partijen weigeren overigens commentaar. In oktober kwamen de eerste berichten naar buiten dat EQT bereid zou zijn € 11,1 miljard te betalen voor KPN. EQT is sinds 2017 actief op de Nederlandse markt met Delta Fiber, waaronder de kabelnetwerken van Caiway en Delta vallen.

## Trivia
- Sinds 2008 is KPN niet langer wettelijk verplicht er voor te zorgen dat er in Nederland per 5.000 inwoners een telefooncel staat. In januari 2011 maakte KPN bekend te stoppen met de exploitatie van openbare telefooncellen omdat er te veel verlies op geleden wordt en de gsm de telefooncel steeds meer verdrongen heeft.[50] In 2008 waren er nog 4000 telefooncellen en in begin 2011 nog maar 1000. In 1931 werd in Amsterdam de allereerste telefooncel van Nederland neergezet.
- KPN had tot 2005 een monopolie op het netwerk voor vaste telefonie in Nederland. Sinds Opta het netwerk voor andere providers heeft opengesteld, kan de consument ook een abonnement afsluiten bij een andere aanbieder.[51]